# Udgård
 Denne artikel omhandler Udgård, fæstningen i Jotunheim, hvor Udgårdsloke bor. Opslagsordet har også en anden betydning, se Jotunheim.
Udgård (norrønt: Útgarðar, flertalsformen af Útgarðr, og betyder bogstavelig talt "Ydregårde, Udgårde"; ordet kan ifølge norrøn ortografi fordanskes til Udgård eller Udgårde) er i nordisk mytologi et sted i Jotunheim, der omkranser en fæstning beboet af jætter i Jotunheim, og er også navnet på fæstningen selv. Disse "Udgårde" er associeret med Udgårdsloke, en kæmpe og snedig jætte, der optræder i en af myterne om Thor og Loke, hvor de to guder deltog i nogle konkurrencer i Udgårdene, hvor Udgårdsloke snød dem med trolddom. De udendørs arenaer, Udgårdene i flertal, er i Saxo Grammaticus' Gesta Danorum fra det 12. århundrede (cirka 1200) opstillet som en kontrast til den ækle indendørs hulefæstning, Udgård i ental, hvor Udgårdsloke siges at have levet, og at han var lænket her (dog findes detaljen om lænkerne ikke i andre kilder).
Ordet Udgård benyttes i den islandske politiker, historiker og skjald Snorri Sturlusons hans kendte kendte prosaværk Den Yngre Edda fra det 13. århundrede (cirka 1220), hvor navnet specifikt optræder blot én gang, i bogens første del efter Prologoen, Gylfaginning (dansk: Gylfes forblændelse), hvor navnet hentyder til selve den fæstning eller borg, Udgårdsloke lever i. I teksten genfortæller Sturluson myten om Thor, Loke, Tjalfe og Røskvas rejse til Udgård, hvor de gæster Udgårdsloke, og bliver snydt af ham i konkurrencerne. Sturluson beskriver, af de rejser mod øst i Jotunheim, for at komme til Udgård.
I kvadet Hárbarðsljóð fra Den Ældre Edda, optræder en ondskabsfuldt formuleret hentydning til Thors færd til Udgård fra færgemanden Harbard, der har en "flytningskonkurrence", dvs. en fornærmelseskonkurrence, med Thor selv. I virkeligheden er det asegudernes konge Odin i en forklædning. Den relevante del af kvadet er strofe 26 og lyder således:

| Norrønt: Harbard kvid Þórr á afl œrit, ęn ękki hjarta; af hræzlu ok hugblęyði þér vas í hanzka troðit (ok þóttiska þú þá Þórr vesa); hvárki þú þá þorðir fyr hræzlu þinni hnjósa né físa, svát Fjalarr hęyrði. | Vilhelm B. Hjorts danske oversættelse (1865) Harbard kvad: Thor har Styrke I Overflod, Men intet Hjærte; Af Frygt Du lod Og Rædsel Dig i En Handske stikke, At Thor Du var, Forstod Du ikke; Du turde ej nyse Eller andet gjøre Af Frygt, at Fjæler Det skulde høre. |  |

## Brugen af "Udgård" om Jotunheim
I dansk litteratur er udtrykket "Udgård" ofte blevet brugt om jætternes verden eller rige, men denne kaldes i virkeligheden i de norrøne tekstkilder, der indeholder næsten al den viden, vi har i dag om nordisk mytologi og den norrøne religion, kun for "Jotunheim", mens udtrykket "Udgård", eller Útgarðar/Útgarð kun optræder i disse som navnet på Udgårdslokes fæstning i Jotunheim.

### Citerede kilder
- Sturluson, Snorri (2020) [udgivet i redigeret udgave af Jónsson 1945, oprindeligt skrevet og udgivet af Sturluson cirka 1220]. "Gylfaginning ("Gylfes forblændelse") XLVI-XLVIII". Snorres Edda (Den Yngre Edda), taget fra Uddrag af Snorres Edda, baseret på Edda Snorra Sturlusonar udgivet af Guðni Jónsson. Oversat af Lauridsen, Jesper. Reykjavík, Island: Books on Demand. ISBN 9788743027317.
- Sturluson, Snorri (1935). "Gylfaginning".  I Guðni Jónsson (red.). Edda Snorra Sturlusonar: með skáldatali (Den Yngre Edda på norrønt). Reykjavík, Island: S. Kristjánsson.
- "Harbathsljoth". Den gamle Edda eller Oldemo'r. Overført paa nydansk af V. B. Hjort (Den Ældre Edda). Oversat af Hjort, Vilhelm B. København, Danmark: Gyldendalske Boghandel (F. Megel).
- Guðni Jónsson, red. (1954) [skrevet 800–1100, samlet i manuskripter i anden halvdel af det 13. århundrede]. "Hárbarðsljóð". Den Ældre Edda. Reykjavík, Island: Akureyri, Íslendingasagnaútgáfan. ASIN B0DMZQ72GW.

| Nordisk mytologi | Spire Denne artikel om nordisk religion og mytologi er en spire som bør udbygges. Du er velkommen til at hjælpe Wikipedia ved at udvide den. |